# Трикутна матриця
Трику́тна ма́триця — квадратна матриця, всі елементи якої нижче або вище від головної діагоналі дорівнюють нулю.
Верхньотрикутна матриця — квадратна матриця, всі елементи якої нижче від головної діагоналі дорівнюють нулю.
Нижньотрикутна матриця — квадратна матриця, всі елементи якої вище від головної діагоналі дорівнюють нулю.
Унітрикутна матриця — трикутна матриця, діагональні елементи якої дорівнюють одиниці.
Матриця виду
{\displaystyle U={\begin{bmatrix}u_{1,1}&u_{1,2}&\ldots &u_{1,n}\\0&u_{2,2}&\ldots &u_{2,n}\\\vdots &\vdots &\ddots &\vdots \\0&0&\ldots &u_{n,n}\end{bmatrix}}}
називається верхньотрикутною матрицею, а матриця виду
{\displaystyle L={\begin{bmatrix}l_{1,1}&0&\ldots &0\\l_{2,1}&l_{2,2}&\ldots &0\\\vdots &\vdots &\ddots &\vdots \\l_{n,1}&l_{n,2}&\ldots &l_{n,n}\end{bmatrix}}}
називається нижньотрикутною матрицею. Змінна U (від англ. upper) звичайно використовується для позначення верхньотрикутної матриці, а змінна L (від англ. lower) — нижньотрикутної. Матриця, що є одночасно і верхньотрикутною, і нижньотрикутною, називається діагональною.

## Властивості
| Теорема (про приведення матриць до трикутного вигляду). Будь-яку ненульову матрицю {\displaystyle \ a_{n\times n}} шляхом елементарних перетворень над рядками і перестановкою стовпців можна привести до трикутного вигляду. |

Трикутні матриці використовуються насамперед при розв'язку лінійних систем рівнянь, коли матриця системи (в процесі прямого ходу) зводиться до трикутного вигляду. Вирішення систем лінійних рівнянь з трикутною матрицею (зворотний хід) не представляє складнощів.
Основні властивості:
- Визначник трикутної матриці дорівнює добутку її діагональних елементів.
- Визначник унітрикутної матриці дорівнює одиниці.
- Власні числа трикутної матриці — це елементи головної діагоналі.[2]
- Множина невироджених верхньотрикутних матриць порядку n по множенню з елементами з поля k утворює групу, яка позначається ut(n, k) або utn (k).
- Множина невироджених нижньотрикутних матриць порядку n по множенню з елементами з поля k утворює групу, яка позначається lt(n, k) або ltn (k).
- Множина верхніх унітрикутних матриць з елементами з поля k утворює підгрупу utn (k) по множенню, яка позначається sut(n, k) або sutn (k). Аналогічна підгрупа нижніх унітрикутних матриць позначається slt(n, k) або sltn (k).
- Множина всіх верхньотрикутних матриць з елементами з кільця до утворює підалгебру алгебри квадратних матриць. Аналогічне твердження справедливе для нижньотрикутних матриць.
- Група utn вирішувана, а її унітрикутна підгрупа sutn нільпотентна.

## Пряме та зворотне підставляння
Матричне рівняння у вигляді {\displaystyle \mathbf {L} \mathbf {x} =\mathbf {b} } або {\displaystyle \mathbf {U} \mathbf {x} =\mathbf {b} } дуже легко розв'язати за допомогою ітеративного процесу відомого як пряме підставляння для нижньотрикутних матриць і, аналогічно, зворотне підставляння для верхньотрикутних мариць.

### Пряме підставляння
Матричне рівняння Lx = b можна записати як систему лінійних рівнянь
{\displaystyle {\begin{matrix}l_{1,1}x_{1}&&&&&=&b_{1}\\l_{2,1}x_{1}&+&l_{2,2}x_{2}&&&=&b_{2}\\\vdots &&\vdots &\ddots &&&\vdots \\l_{m,1}x_{1}&+&l_{m,2}x_{2}&+\dotsb +&l_{m,m}x_{m}&=&b_{m}\\\end{matrix}}}
Зауважимо те, що перше рівняння ({\displaystyle l_{1,1}x_{1}=b_{1}}) містить лише {\displaystyle x_{1}}, отже його можна розв'язати для {\displaystyle x_{1}.} Друге рівняння містить лише {\displaystyle x_{1}} і {\displaystyle x_{2},} отже його можна розв'язати підставивши вже отримане значення для {\displaystyle x_{1}}. Продовжуючи таким чином, {\displaystyle k}-те рівняння містить лише {\displaystyle x_{1},\dots ,x_{k}}, і його можна розв'язати щодо {\displaystyle x_{k},} використовуючи попередньо отримані значення {\displaystyle x_{1},\dots ,x_{k-1}.}
У результаті маємо таку формулу:
{\displaystyle x_{1}={\frac {b_{1}}{l_{1,1}}},}
{\displaystyle x_{2}={\frac {b_{2}-l_{2,1}x_{1}}{l_{2,2}}},}
{\displaystyle \vdots }
{\displaystyle x_{m}={\frac {b_{m}-\sum _{i=1}^{m-1}l_{m,i}x_{i}}{l_{m,m}}}.}
Матричне рівняння для верхньотрикутної матриці {\displaystyle U} можна розв'язати аналогічно, лише в зворотньому порядку.